# Leeuwenhoek (cráter)

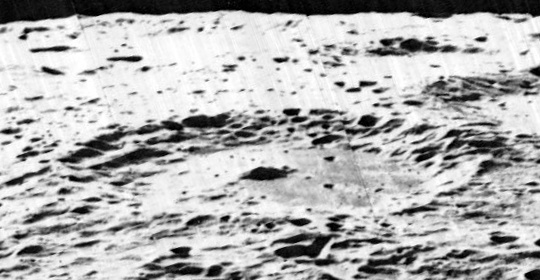
Imagen oblicua de la misión Lunar Orbiter 5, mirando al oeste

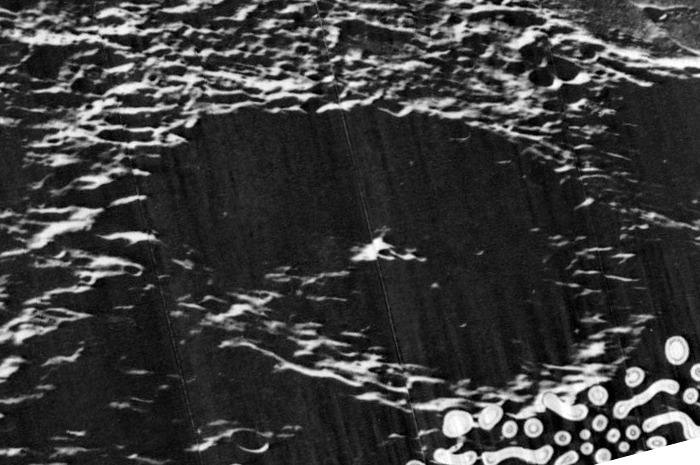
Otra vista oblicua procedente de la misión Lunar Orbiter 5

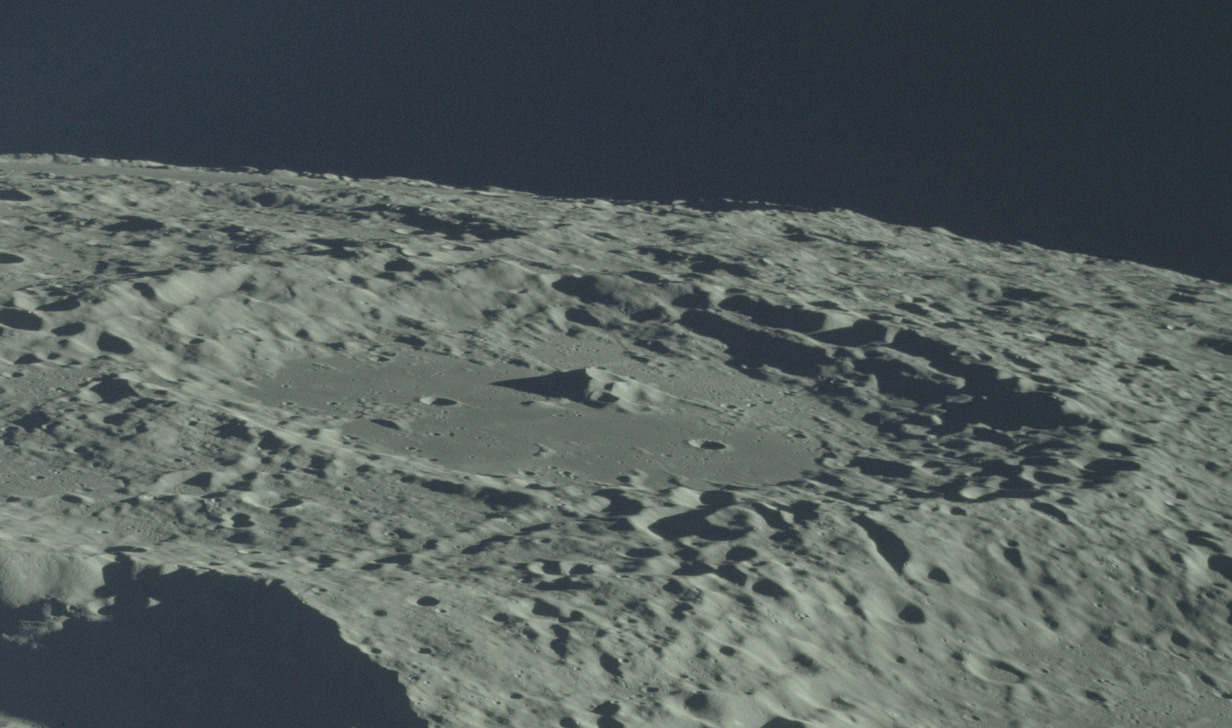
Imagen desde el Apolo 17.

Leeuwenhoek es un cráter de impacto que se encuentra en el hemisferio sur de la cara oculta de la Luna. Se encuentra al este del inusual doble cráter que forman Birkeland y Van de Graaff. Al noreste de Leeuwenhoek aparece Orlov y al sur se halla la amplia llanura amurallada de Leibnitz.
|  |

El borde exterior de Leeuwenhoek está desgastado y erosionado, formando un anillo montañosa irregular sobre el suelo interior relativamente llano. La pared interna es más amplia en los lados oeste y sur, apareciendo contraída al noreste. En el punto medio del interior se localiza un pico central. Un par de pequeños cráteres y varios cráteres minúsculos marcan la plataforma interior. Leeuwenhoek se solapa parcialmente con el cráter satélite Leeuwenhoek E al nordeste.

## Cráteres satélite
Por convención estos elementos son identificados en los mapas lunares poniendo la letra en el lado del punto medio del cráter que está más cerca de Leeuwenhoek.
|             | \| Leeuwenhoek \| Coordenadas \| Diámetro \| \| ----------- \| -------------------------------- \| -------- \| \| E \| 28°12′S 176°42′O / -28.2, -176.7 \| 117 km \| |          |
| Leeuwenhoek | Coordenadas | Diámetro |
| E           | 28°12′S 176°42′O / -28.2, -176.7 | 117 km   |